# ジェナ・ランドール
ジェナ・ランドール（Jenna Randall、1988年9月20日 - ）は、イングランドの女子アーティスティックスイミング選手。バークシャー、アスコット出身。
2006年にコモンウェルスゲームズでソロ銀メダルを獲得、2010年の大会でもソロとデュエットで2枚の銀メダルを獲得した。2008年北京オリンピックのデュエット種目の代表になっている。